# Tobias Ellwood
Tobias Ellwood (ur. 12 sierpnia 1966 w Nowym Jorku) – brytyjskiego polityk pochodzenia amerykańskiego, poseł i wiceminister związany z Partią Konserwatywnej.

## Życiorys
Od 1985 do 1990 studiował na Loughborough University, gdzie następnie ukończył studia magisterskie, a także ekonomię na Cass Business School. W 1991 wstąpił do armii brytyjskiej, gdzie był oficerem Royal Green Jackets. Od 2005 poseł do parlamentu w grudniu 2005, a od 2011 sekretarz ministerstwa ds. Europy. Od 15 lipca 2014 pełni funkcję podsekretarza stanu ds. Zagranicznych i Wspólnoty. 22 marca 2017 w czasie zamachu w Londynie próbował ratować rannego policjanta.